# Талышский бегун трёхлопастной
Талышский бегун трёхлопастной (лат. Carabus talyschensis) — вид жуков из семейства жужелиц (Carabidae). Является эндемиком Талыша.

## Внешний вид
Длина тела до 35—40 мм, окраска чёрная; надкрылья гладкие, матовые, едва заметно точечные; края переднегруди слегка приподняты; усики и ноги длинные, черные.

## Биология
Имаго появляются в конце лета, активны до осени, затем уходят на зимовку в укрытия — под камни, в лесную подстилку и т. п. Спариваются и откладывают яйца в почву весной. Личинки развиваются и окукливаются в почве. Питаются жуки и их личинки различными беспозвоночными, в основном насекомыми и их личинками.

## Меры защиты
Охраняется в Гирканском национальном парке. Включён в первое издание Красной книги Азербайджана.